# Maximiliano Enrique de Baviera
Maximiliano Enrique de Baviera (Múnich, 8 de octubre de 1621 -  Bonn, 3 de junio de 1688) fue príncipe-obispo de Lieja, arzobispo de Colonia y principe obispo de Hildesheim desde 1650 hasta su muerte en 1688.

## Biografía
Era hijo de Alberto VI, duque de Baviera y de Matilde de Leuchtenberg.
Fue nombrado coadjutor de su tío y predecesor Fernando de Baviera el 19 de octubre de 1649. Al que sucedió en el cargo a su muerte, el 13 de septiembre del año siguiente.
Durante su episcopado fue un firme aliado del Reino de Francia al que apoyó en la guerra franco-neerlandesa. Nombró a Guillermo de Fürstenberg coadjutor en preparación de su sucesión. Sin embargo, a su muerte, los otros electores y el clero de Colonia no querían a un aliado de Francia y prefirieron otro candidato, José Clemente de Baviera fue elegido nuevo arzobispo de Colonia, y seis años más tarde, después del episcopado de Juan Luis de Elderen (1688-1694), obtuvo el principado de Lieja.
Maximiliano Enrique falleció el 3 de junio de 1688 en su palacio de Bonn. Fue enterrado en la catedral de Colonia.